# Rhyphonemognatha
Rhyphonemognatha es un género de coleóptero de la familia Meloidae.

## Especies
Las especies de este género son:
- Rhyphonemognatha rufa (LeConte, 1854)
- Rhyphonemognatha sanguinicollis (Champion, 1892)